# Berlin-Marzahn
Berlin-Marzahn [maʁˈt͡saːn]  est un quartier de Berlin, faisant partie de l'arrondissement de Marzahn-Hellersdorf. Jusqu'à la réforme de l'administration de 2001, il fit partie de l'ancien district de Marzahn qui, lors de la séparation de la ville, faisait partie de Berlin-Est.

## Géographie

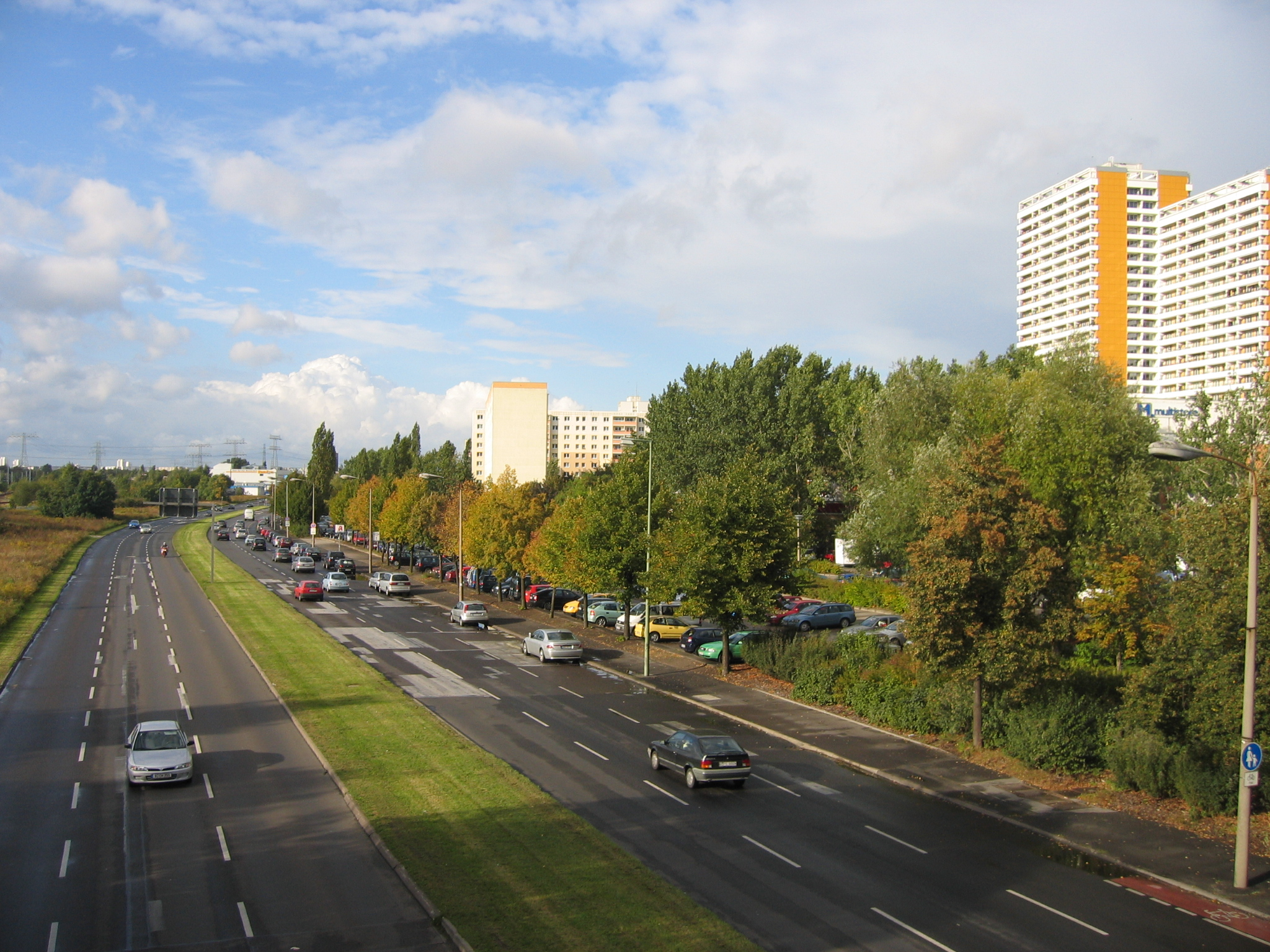
Märkische Allee.

Le quartier se trouve sur le plateau de Barnim qui s’élève au nord-est de la vallée de la Spree. À l'ouest il confine à l'arrondissement de Lichtenberg, au nord-est la frontière de la cité de Berlin le sépare du land de Brandebourg. Le terrain au nord comprend également des zones ayant appartenu autrefois à la commune voisine d'Ahrensfelde. Vers l'est et sud Marzahn confine aux quartiers de Hellersdorf, au-delà de la petite rivière Wuhle, et de Biesdorf. 
Les voies de la ligne de Prusse-Orientale et de la ligne de Berlin à Wriezen, ainsi que la Bundesstraße 158 (Märkische Allee) traversent le quartier. Il est marqué par des grands ensembles d'immeubles d'habitation (Plattenbauten) construits dans les années 1970. Le long de la Wuhle, les Jardins du monde (Gärten der Welt), un grand parc public établi en 1987, s'étendent sur 43 hectares.

## Historique
À l'origine un petit village rural dans la marche de Brandebourg, Marzahn a été fondé au début du XIIIe siècle au cours de la colonisation germanique. Une première église du village fut construite dans la deuxième moitié du XIIIe siècle. Le lieu sur la route de Berlin à Altlandsberg est évoqué pour la première fois dans un acte du margrave Albert III de Brandebourg en 1300 sous le nom de Morczane, d'origine slave : marcana, « marais ». Le centre historique du village s'est conservé.

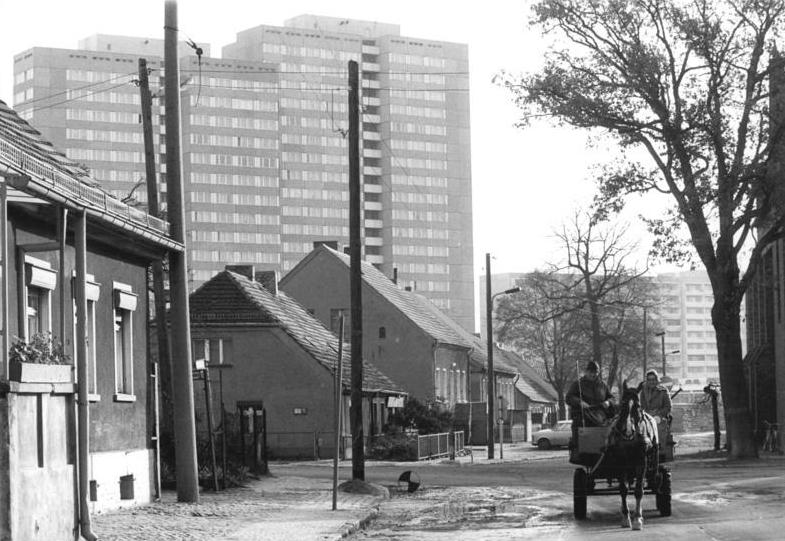
L'ancien village de Marzahn en 1985.

Au XVIIe siècle, les domaines dévastés pendant la guerre de Trente Ans ont été acquis par « le Grand Électeur » Frédéric-Guillaume de Brandebourg. Plus tard, ils furent colonisés par des migrants du Palatinat ravagé.
Marzahn fut rattaché au district de Lichtenberg en 1920. Pendant la bataille de Berlin, vers la toute fin de la Seconde Guerre mondiale, la 5e armée de choc de l'Armée rouge sous le commandement du général Nikolaï Berzarine y atteignit les limites de la ville le 21 avril 1945. 
Dans les années 1970, des grands ensembles d'immeubles d'habitation furent construits autour du vieux village. En 1977, le district de Marzahn fut créé, en réunissant dans un premier temps les quartiers de l'arrondissement actuel qui fut scindé en 1986 par la création du district de Hellersdorf, ne laissant plus que les quartiers de Biesdorf et Marzahn au sein de district. En 2001, les deux districts fusionnèrent de nouveau pour former le nouvel arrondissement.

## Population
Le quartier comptait 108 913 habitants le 1er janvier 2017 selon le registre des déclarations domiciliaires, c'est-à-dire 5 574 hab./km2.

## Transports

### Gares de S-Bahn
| Ligne Orientale : Friedrichsfelde-Est | Ligne de Berlin à Wriezen : Springpfuhl Poelchaustraße Marzahn Raoul-Wallenberg-Straße Mehrower Allee Ahrensfelde |